# Zr.Ms. Djambi (1860)
HNLMS Djambi foi o navio principal da classe Djambi, construído para o Marinha Real Neerlandesa no do final da década de 1850. Ela esteve no caso Shimonoseki de 1864 e na primeira expedição de Aceh de 1873. Ela tornou-se imprópria para o serviço depois de servir por 13 anos.

## Construção e comissionamento
Em 1 de dezembro de 1858, o governo neerlandês determinou que o próximo navio ia ser a primeira classe a ser construída no Rijkswerf em Amsterdã seria nomeada Djambi a fim de recordar a recente guerra na área de Jambi. Djambi foi construído em 29 de dezembro de 1858. Em 31 de outubro de 1860, o navio da segunda classe Djambi foi estabelecido em Amesterdão. Em 3 de dezembro de 1860, houve um convite à apresentação de propostas para o fornecimento de ferragens para Djambi. Em 26 de abril de 1861, as máquinas do navio a vapor de parafuso de primeira classe Djambi foram testados em Amesterdão. Foram feitas pelo NSBM em Roterdão. O navio partiria para Nieuwediep no dia 30 para obter o seu aparelhamento e outros equipamentos. Em 1 de junho de 1861 Djambi foi colocado em serviço em Nieuwediep sob o comando do capitão-tenente Marin Henri Jansen, conhecido como autor de De omwenteling in het zeewezen e outras obras navais.

## Campanha nas Índias Ocidentais
Quando o Guerra Civil Americana começou, os neerlandeses queriam manter-se neutros e proteger os seus navios. Portanto, um esquadrão composto pela fragata  Zeeland e navios a vapor de parafuso Djambi e Vesúvio foi formado. Era para ir para as Índias Ocidentais e juntar-se ao navio Cornelis Dirks e a escuna Atalante, que já estavam em Curaçau. Nem tudo correu conforme o planeado. No início a partida de Djambia foi adiada para 1 de julho. No final, era 17 de julho de 1861, quando Djambi navegou sozinha para as Índias Ocidentais. Em 3 de setembro o navio Djambi chegou em Suriname. Em 7 de outubro de 1861, o Zeeland, Cornelis Dirks, Vesúvio, Djambi e Atalante foram todos ancorados antes da cura extraterritorial. Exceto pelo Zeeland, o esquadrão então fez um cruzeiro para mostrar aos venezuelanos que eles estavam presentes. Em 5 de janeiro de 1862, a esquadra encontrava-se em Curaçau. Alguns dias depois Djambi saiu para visitar Sint Eustatius. São Martinho, Saba, Martinica e Saint Croix. Depois que o caso da Venezuela foi encerrado, os navios poderiam retornar à Europa. No dia 22 de junho, a esquadra estava pronta para navegar no porto de cura Supérfluao. Em 1 de agosto Djambi deixou as Índias Ocidentais. Em 7 de setembro de 1862, regressou a Nieuwediep.

### Desastre de doca seca em Willemsoord
A próxima viagem de Djambi seria para as Índias Orientais. Em setembro de 1862, ela foi planejada para ser o primeiro navio a usar o novo Willemsoord Dry Dock II em Willemsoord. Enquanto os trabalhadores se preparavam para a sua entrada, o fundo do Cais abriu-se subitamente, causando enormes danos. Isto ocorreu em 10 de outubro de 1862.

## Viagem à Austrália

### A visita à Austrália estava prevista
Enquanto Djambi ainda estava nas Índias Ocidentais, o plano para uma visita amigável à Austrália tornou-se conhecido por lá. Em janeiro de 1862, o consulado holandês em Sydney recebeu cartas que Djambi visitaria A Austrália. Port Jackson, Sydney seria o primeiro porto de escala.

### Capitão-tenente van Rees assume o comando
No dia 20 de outubro de 1862, o capitão-tenente P. A. van Rees assumiu o comando do Djambi. Em 28 de outubro, O navio de transporte Heldin voltou para Nieuwediep. Tinha de ser inspeccionado, e havia rumores de que a sua carga (incluindo 30 30 libras do novo modelo) seria transferida para Djambi e Apeldoorn.

### Salva a escunaOrlando
Após algum atraso, Djambi partiu de Texel em 18 de dezembro de 1862. Pouco depois, houve um forte vendaval. Muitos temiam pelo navio, e o fato de ele ter navegado levou a uma briga. Em 22 de dezembro, Van Rees enviou uma mensagem de que tudo estava bem desde a entrada do canal. Com muitos problemas Djambi tinha salvado a escuna inglesa Dismasted Orlando rebocando - a de Hinder Bank para Dover Roads. Na noite de 23 de dezembro Djambi ancorado em Spithead. Em uma tempestade de 19 e 20 de dezembro, ela havia perdido velas, uma âncora e uma corrente, além de sofrer danos a barcos, fogões e máquinas. Em março de 1863, o governo britânico enviaria um telescópio de presente a Van Rees.

### De Portsmouth para a Austrália
Nos últimos dias de 1862 Djambi foi condenada a atracar em Portsmouth. Os danos ao navio foram reparados rapidamente e, em 14 de janeiro de 1863, continuou a sua viagem a Montevidéu. Em 13 De Fevereiro Djambi chegou ao Rio de Janeiro depois de uma viagem muito boa. Ela deixou o Rio no dia 20.

### Albany, Austrália Ocidental
Em 6 de abril Djambi chegou em King George Sound, porto de Albany, na Austrália Ocidental. Djambi saudou a bandeira britânica com uma saudação de 21 tiros, mas não foi respondida, pois Albany não tinha nenhum canhão. Tornou-se agora conhecido que Djambi estava em uma missão para mostrar a bandeira na Austrália. Ela visitaria Adelaide, Melbourne e Sydney. A paragem em King George Sound destinava-se principalmente a colocar tudo em ordem. Em 8 De Abril Djambi despediu uma saudação para homenagear o aniversário de Princesa Sofia dos Países Baixos. Ela também disparou 130 tiros de seus canhões de 30 libras para prática de tiro ao alvo e abasteceu 130 toneladas de carvão da P & O Company. O capitão van Rees realizou um jantar, e os oficiais ofereceram um almoço a alguns dos habitantes, com música e algumas danças depois. Em 16 de abril Djambi deixou Albany.

### Adelaide, Austrália Do Sul

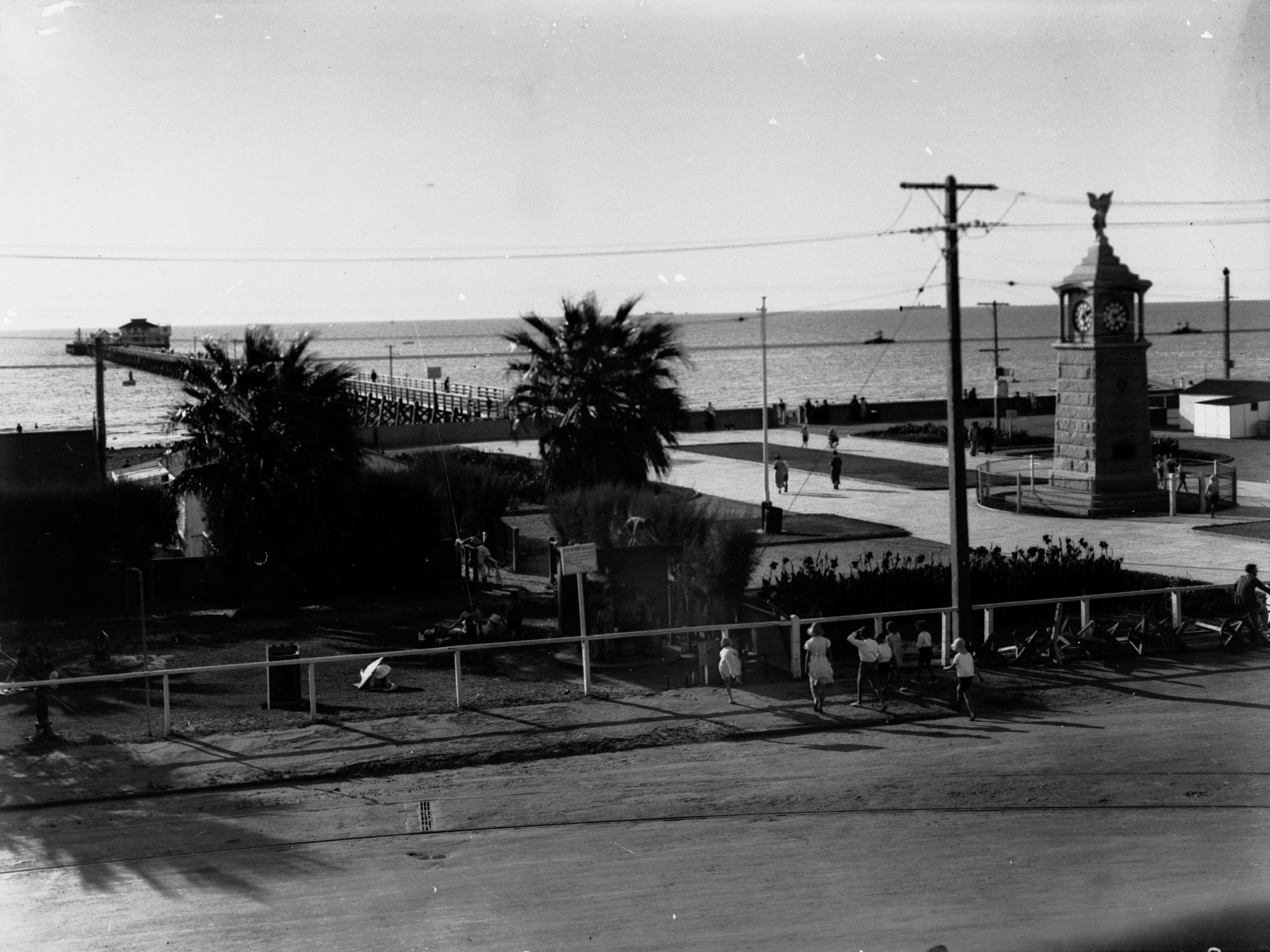
O Cais do semáforo de Adelaide c 1936

Adelaide, capital da Austrália Do Sul estava também a preparar-se. Djambi tirou muita água para passar pelas margens e chegar ao porto propriamente dito. Por conseguinte, teria de ancorar o mais próximo possível do semáforo cais. Uma bandeira holandesa foi encomendada, e Adelaide começou a procurar uma bateria que pudesse devolver a saudação de Djambi. A artilharia voluntária de Port Adelaide foi o candidato lógico para dar esta saudação. Alguns meses antes de o Capitão Simpson e vários dos suboficiais e soldados rasos terem renunciado. Outros membros iniciaram então uma campanha de recrutamento. No momento da visita de Djambi, a companhia era comandada pelo Capitão Quinn e tinha 30 membros, metade deles recrutas. Em 16 de abril, dois canhões de campanha e munições de seis libras foram trazidos da cidade para a praia e colocados em um galpão de armas. Isso aconteceria nos montes de areia perto do mastro de bandeira. O objetivo era saudar Djambi assim que chegasse ao semáforo. Por isso, no dia 20, foi estabelecido um forte vigia nas estações.
Na manhã de sábado, 25 de abril, o mirante observou fumaça a sudoeste a oeste. Logo foi identificada como Djambi, e estava apenas sob vapor. Ela navegou direto para o navio-farol e, depois de assumir um piloto, continuou e ancorou a cerca de 2,5 milhas do Cais do semáforo em cinco braças de água. Assim que a âncora foi baixada, uma bandeira britânica foi hasteada no mastro principal e uma saudação de 21 tiros foi disparada. Foi respondida pelo pessoal do governo em terra, hasteando uma bandeira neerlandesa. Logo seguido pela artilharia voluntária de Port Adelaide devolvendo a saudação com suas peças de campo, embora elas dificilmente fossem ouvidas a bordo Djambi por causa do vento ocidental. Um negro gig com uma flâmula e bandeira vermelha apareceu. Ela tinha sido emprestada de Yatala, e foi remado por quatro homens ordenadamente arranjados. A bordo estavam O Cônsul Holandês F. S. Dutton M. P. e o Capitão Douglas, oficial da Marinha da Austrália do Sul. Eles foram recebidos pelo Comandante van Rees e fizeram uma breve visita ao navio. Ao sair, receberam uma saudação de nove tiros. Mais tarde naquele dia, o prefeito de Adelaide e o prefeito de Port Adelaide visitaram. Naquele dia, uma terceira visita foi feita pelo Capitão Quinn e pela artilharia voluntária. Djambi agora precisava primeiro se depositar e, portanto, o navio não estava aberto ao público até quarta-feira, 29 de abril. No entanto, foi dada uma breve descrição ao público:

("Djambi") é um bom exemplo de arquitetura marítima, embora não da escola moderna. Djambi era um navio de 18 canhões da Marinha Real. Embora seu peso registrado seja de apenas 1.200 toneladas, ele parece ser muito maior do que qualquer navio que temos aqui há muitos anos. Em particular, os maiores barcos para navegar são: Com painéis horizontais na proa e na popa, o tamanho é óbvio à primeira vista. Foi impressionante para começar, ter seis canhões de 30 libras e dois canhões de 60 libras. Há rifles de cada lado e duas armas pequenas na ponte. Se a largura ou a trave forem boas, as cordas ficarão equilibradas. Na verdade, ponta a ponta, o seu equipamento é tão resistente como qualquer outro visitante das nossas águas. Os únicos obstáculos no convés são o casco e o casco. Este ninho é um objeto telescópico que pode ser elevado até a metade do topo do núcleo, mas pode ser abaixado até uma altura baixa acima da configuração da rede quando não for necessário. Na popa encontra-se uma forma de construção de cozinha formando casa do leme e arsenal, parte da qual é reservada para armazenamento de bandeiras. A cabine fica diretamente à frente do mastro da mezena, enquanto a proa é onde o timoneiro está localizado. O convés central dianteiro oferece acomodação para um total de 223 tripulantes, incluindo fuzileiros navais. Não há grande decoração em seu trabalho, tudo é mais útil do que ostentação, e às vezes dá-se a entender que ele está por trás da marcha da vitória. (Siga os conselhos de viagem de Adelaide). South Australian Advertiser, 27 April 1863
Na terça-feira, Djambi estava ocupado a abastecer o dia todo. À noite, alguns oficiais visitaram o Adelaider Liedertafel, onde cantava em alemão, o que foi especialmente apreciado pelo cirurgião T. F. Kluge. Na quarta-feira, o navio foi limpo para o público. Na quarta-feira à noite, o comandante van Rees e o Sr. Brieder M. D. jantaram na Casa do Capitão Hart. Na quinta-feira, 30 de abril, muitas senhoras e Senhores Deputados visitaram Djambi, que estava aberto da haste à popa. À noite, todos os oficiais estavam em terra.

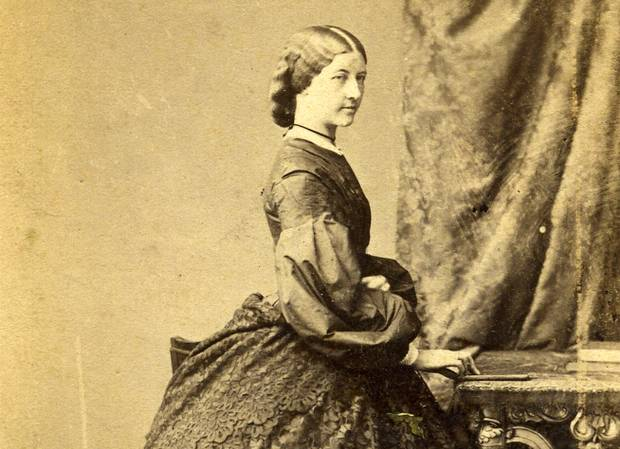
O artista Caroline Louisa Daly, filha do Governador visitou Djambi

No sábado, 2 de Maio de 1863, foi um grande dia para Djambi. O Governador da Austrália do Sul, Dominick Daly venho visitá-la. Ele estava acompanhado por suas filhas (ele tinha duas: Joanna e Caroline, ambas casadas em 1866), outra família e alguns dignitários, e veio por meio do Cais do semáforo. O navio a vapor Jovem Australiano chegou do cais com o resto do partido, que consistia nos cônsules de várias nações, O Presidente da câmara da Assembleia, o Procurador-Geral etc. etc. bem como a banda dos primeiros Rifles de Adelaide para alguma música durante a viagem de 1,5 horas. A bordo de um toldo com os lados foram estendidos sobre a metade traseira do navio, encerrando o espaço, que havia sido decorado com bandeiras e flores. Outro toldo estava sobre a parte dianteira do navio. Após uma inspeção do navio, havia valsas e quadrilhas até que os refrescos fossem anunciados. Algumas chuvas fortes acabaram com a dança e, em vez disso, alguns marinheiros cantaram suas canções favoritas. Seguiu-se um almoço muito amplo, com tiros e brindes mútuos para a saúde dos visitantes e anfitriões. Às 6 horas, os visitantes partiram enquanto os estaleiros de Djambi estavam ocupados.
No domingo, Djambi foi novamente visitado por muitas pessoas, principalmente por mecânicos e pessoas das classes trabalhadoras. Na segunda-feira, 4 de Maio, metade da tripulação Djambi visitaria as minas de cobre e as obras de fundição em Kapunda de comboio, acompanhados pelos seus oficiais. Na terça-feira, a outra metade da tripulação seguiria. Os bilhetes foram pagos pelo Governo da Austrália do Sul. Às três horas da tarde de segunda-feira, 4 de Maio, o comandante van Rees esteve presente enquanto a pedra fundamental para Câmara Municipal Adelaide foi posto. Em seguida, todos os dignitários celebraram este evento com um agrupamento com muitos brindes na câmara do Conselho. À noite, O Secretário-Chefe George Waterhouse, Premier da Austrália do Sul deu um grande jantar no Parlamento. Os convidados eram o governador, todos os membros de ambas as casas, o Senhor Bispo, os chefes dos departamentos, etc. etc. e o comandante e oficiais de Djambi. Claro que houve os habituais brindes à Rainha da Grã-Bretanha e ao rei dos Países Baixos.

## Primeira Campanha Das Índias Orientais

### Para O Japão
Em 23 de julho de 1863 Djambi chegou à Batávia. Em 12 de agosto, ela deixou a Batávia, obviamente para ir para Surabaya, onde estava sendo reparada no final de agosto. Em 13 De Setembro Djambi partiu de Surabaia e regressou à Batávia a 17 de setembro. Em 1863, havia muita tensão entre o Japão e as potências ocidentais sobre a abertura do país ao comércio exterior. Depois de alguns rumores terem circulado, Djambi partiu da Batávia para o Japão em 26 de setembro de 1863. O comandante tentaria navegar a maior parte do caminho da Batávia para Nagasaki, mas seria forçado a usar os motores devido a muitos ventos de cabeça. Em 7 De Outubro Djambi chegou em Hong Kong para bunker. Partiu para Nagasaki no dia 14 de outubro, chegando lá no dia 26. A primeira acção de Van Rees consistiria em contactar a Medusa e assumir o comando de todos os navios neerlandeses no Japão, significado do Medusa, que estava em Yokohama. Em 11 de novembro, o Medusa chegou a Nagasaki, e depois que Van Rees assumiu o comando geral dos navios, Djambi continuação para Yokohama. Ambos os navios destinavam-se principalmente a proteger os interesses comerciais e os cidadãos holandeses.

### O Estreito de Shimonoseki
Em 25 de fevereiro de 1864, Rutherford Alcock o ministro britânico no Japão, chegou a Nagasaki no navio de guerra Argus. Ele tinha ordens para abrir o Estreito de Shimonoseki, que tinha sido mantido fechado ao transporte marítimo estrangeiro pelo Ch3sh3 Clã. Em 15 de Maio Medusa e Djambi estavam em Yokohama, à espera do Metalen Kruis (que chegaria em 28 de junho) e o navio a vapor Amesterdão (que chegaria em 4 de julho). Em 20 de Maio, o navio de primeira linha Britânico Conquistador chegou com 588 fuzileiros navais.
Após esta frota ter sido reunida, as forças do Reino Unido, Dos Países Baixos, da França e dos Estados Unidos foram colocadas sob o comando do Vice-almirante Inglês Kuper. Em meados de julho, os navios de guerra ingleses Barossa e Cormorão foram enviados para entregar um ultimato ao clã Ch9sh3. Djambi era para fazer parte desta missão, mas no último momento isso foi alterado. Em vez disso, um oficial holandês e um oficial francês estavam a bordo dos navios ingleses. Depois de se ter tornado claro que o Ch9sh3 não cederia ao ultimato, foi planeada uma acção militar. Capitão-tenente van Rees de Djambi foi escolhido para comandar a divisão de desembarque holandesa de 240 marinheiros e fuzileiros navais. Os ingleses desembarcariam 1.400 homens e os franceses 250. Em 28 de agosto, a parte holandesa da frota partiu de Yokohama para o estreito. A frota foi remontada perto da ilha de Himeshima na noite de 3 de setembro. Em 4 de setembro, a frota navegou o último trecho para Shimonoseki. Os holandeses estavam na coluna da direita, os ingleses no centro e os franceses à esquerda.
Às 4 da tarde de 5 de setembro, começou a batalha pelo Estreito de Shimonoseki. Djambi estava na chamada divisão pesada que consiste na Tártaro, Dupleix, Metalen Kruis, Barossa, Djambi e Leopardo. No primeiro dia, houve cerca de 35 minutos de disparo intenso entre as baterias japonesas e a frota. Djambi foi o único navio desta divisão que não sofreu danos significativos. Ela foi atingida no casco 6 vezes, muitas vezes nas velas, e teve uma granada explodindo 6 metros acima do meio do navio. Uma bala fez um buraco no casco, mas as outras foram interrompidas por uma armadura improvisada feita de correntes pesadas que protegiam a bateria. No dia 5 Djambi disparou 54 tiro dela 16 cm RML n. o 3, 83 16 balas cm e 1 regular 16 Granada cm. Os 16 cm RML provou ser eficaz, mas sofreu muitos danos com o disparo.
Em 6 De Setembro Djambi engataria a bateria principal Japonesa novamente e dispararia 4 tiros das armas estriadas. Naquele dia Djambi tropas desembarcadas que levaram a bateria de Mozi-Saki junto com os franceses. O comandante van Rees também desembarcou e tentou embarcar as armas, mas só conseguiu embarcar um canhão de 12 libras. No dia 7 Djambi, Tártaro, Dupleix e Metalen Kruis foram os primeiros a entrar no estreito. No dia 8 chegaram à pequena ilha Hikoshima. Eles dispararam contra as fortificações, desembarcaram e pegaram 16 armas. Estes foram trazidos a bordo pouco depois, Djambi levando 5 armas de bronze. O oficial mais subalterno de Djambi mais tarde, relataria que eram dois de 30 libras, um de 24 libras e dois de 12 libras. O relatório do Capitão Van Rees seria publicado na obra de Casembroot. Um relatório diferente de uma testemunha ocular a bordo Djambi foi publicado nos jornais.
Após um cessar-fogo e um tratado terem sido acordados, Djambi foi em algum momento designado para ficar para trás com o Barossa e Tancrede. No final, o Medusa foi deixado para trás quando a frota partiu para Yokohama e Edo. Em 29 De Outubro Djambi ainda estava em Yokohama com o resto da frota. O Medusa seria o primeiro a deixar o Japão, chegando à Batávia em 15 de novembro. Em 28 De Janeiro De 1865 Djambi ainda estava em Yokohama, juntamente com o Metalen Kruis. Em 3 De Fevereiro De 1865 Djambi deixou Yokohama para Nagasaki. Em 26 de abril, partiu de Hong Kong para a Batávia. Em 8 de Maio, Djambi chegou à Batávia, encerrando sua campanha Japonesa.

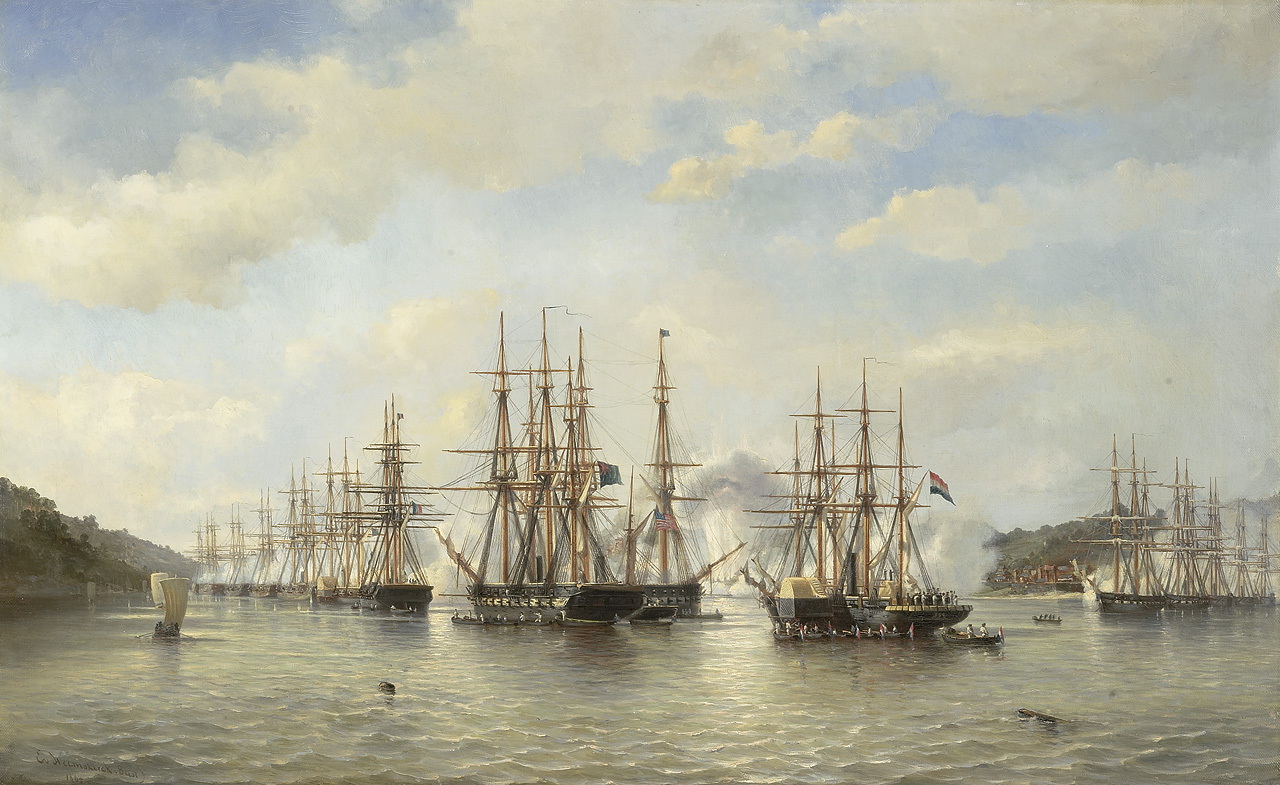
Esquadrões holandeses, ingleses, franceses e americanos em águas Japonesas, 1864. Por J. E. van Heemskerck van Beest

O caso suscitou algum sentimento nacional nos Países Baixos. O pintor Jacob Eduard van Heemskerck van Beest quase imediatamente começou a fazer uma pintura da luta pelo Estreito de Shimonoseki, mas ele fez vários trabalhos sobre o Japão. Em dezembro de 1864, o Capitão-Tenente van Rees foi nomeado Cavaleiro da 4a classe do Ordem Militar de Guilherme. Por despacho de 19 de fevereiro de 1865, o rei atribuiu uma bandeira com o texto "Simonoseki" e a data de Djambi.

### Demonstração de força em Riouw
No final de junho de 1865, houve rumores nos Países Baixos de que Djambi tinha deixado a Batávia para a Holanda. Com efeito, a fragata com potência auxiliar Adolf Hertog van Nassau deixou a Batávia com destino aos Países Baixos em 9 de Maio. Djambi no entanto, estava passando por pequenas reparações em Onrust em 14 Junho, e foi designado para reforço temporário das bases em Riouw. Em 16 de junho partiu para Riouw, chegando lá em 20 de junho. Depois que o residente de Riouw entrou a bordo, Djambi esquerda para Bengkalis, Siak e Deli, acompanhado do Montrado, Delfzijl e Dassoen. É claro que o trip foi feito para mostrar alguma força. Em 1 De Agosto Djambi chegou de volta à Batávia, trazendo um Tigre de Bengala para o zoológico local.
O próximo caso veio do Sultanato de Asahan. Alguns dos seus habitantes cometeram pirataria e ofenderam os ingleses. Djambi, Sindoro e Amesterdão foram designados para uma expedição juntamente com outros quatro navios de Riouw e 500 homens. Em 29 De Agosto Djambi ergueu pela primeira vez a sua bandeira honorária. Em 30 De Agosto Djambi, Amesterdão e Sindoro deixou a Batávia para Sumatra. Em 9 de setembro, uma força composta por Djambi, Amesterdão, Sindoro, Montrado, Delfzijl e Dassoen esquerda Tanjung Pinang para Regência Batubara sob o comando do capitão-tenente Van Rees e do Major van Heemskerck. Em 12 de setembro, as tropas desembarcaram em Batubara e, em 13 de setembro, uma companhia de infantaria prendeu Abdullah. Ele foi mantido a bordo Djambi. Em seguida, uma expedição terrestre começou a marchar em direção à residência do Sultanato em Rantou-Pandjang. Em 17 de setembro, a frota chegou à foz do Rio Assahan e, no dia 18, levou Tanjungbalai. Em 20 de setembro, a expedição terminou com a conquista de Si Rantan, a residência do sultão. Em 18 De Outubro Djambi e Amesterdão, com a maioria das tropas de desembarque partindo para Riouw. Em 28 De Outubro Djambi, Amesterdão e Ardjoenon partiu de Riouw para Batávia, chegando lá em 31 de outubro. Em 14 De Novembro Djambi partiu para Tanara, na costa norte de Java. Ela foi extinguir um motim a bordo do comerciante francês Cezard. Prendeu 5 homens e entregou-os ao" wachtschip " na Batávia. Em seguida, ela foi para reparos em Onrust.

### Para os Países Baixos
Em 4 De Janeiro De 1866 Djambi deixou a Batávia para os Países Baixos. Em 11 de fevereiro, ela ancorou na Cidade Do Cabo, de onde partiu em 24 de fevereiro. Em 16 de abril, ela ancorou no Texel roadsted. Em 17 de abril de 1866, ela finalmente chegou a Nieuwediep. Um relatório observou que em 524 dias no mar, ela percorreu 15.245 milhas, das quais 6.289 a vapor e 8.956 a vela, disparando 5.144.175 kg de carvão, e utilizando dois conjuntos de velas. Em 18 De Setembro De 1866 Djambi entrou na doca I em Willemsoord. Depois de a água ter sido bombeada, o próprio cais apresentou danos consideráveis. mas isso foi reparado enquanto Djambi estava no banco dos réus. Ela permaneceria inativa por quase dois anos.

## Segunda campanha das Índias Orientais

### O Capitão-Lt. J.E. Buys assume o comando.
Em 5 de agosto de 1868, o capitão-lt. J.E. Buys foi nomeado para assumir o comando de Djambi em 1 de setembro, o navio sendo recomisionado para essa data. Em 14 de setembro, Djambi fez uma viagem de teste no Mar do Norte, fazendo 10 nós. Em 21 de setembro, Djambi deixou a estrada Texel para as Índias Orientais, passando por Dungeness no dia 22. Em 8 de novembro, Djambi ancorou em Bahia Brasil, planejando continuar para as Índias em 12.

### Visita à Tailândia
Em 16 de janeiro de 1869, Djambi chegou a Batavia, onde algumas reparações foram feitas em Onrust. Em 21 de março, ela partiu para a Tailândia, para visitar os dois reis desse estado. Ela deixou Bangkok em 18 de abril. Em 23 de abril, chegou a Cingapura, e em 28 de abril, retornou a Batavia.

### Cruzeiros no Mar de Java
No verão de 1869, Djambi começou duas viagens de cruzeiro para exercícios e combate à pirataria. A primeira durou de 6 de julho até o dia 21, quando ela chegou de volta a Batavia do leste. Em 1 de agosto, Djambi deixou Batavia para um segundo cruzeiro no Mar de Java. O primeiro destino seria Samarang. Em 16 de agosto, chegou a Banyuwangi, em Java, de onde partiu em 24 de agosto. Em 4 de setembro, ela partiu de Samarang. No dia 12 saiu de Cirebon, chegando de volta a Batavia em 14 de setembro. Por volta desta época, Buys foi promovido ao posto de capitão.

### Serviço estacionário
Em 15 de outubro de 1869, Djambi estava servindo como "Vachatório" em Batavia, mas em 4 de dezembro ela deixou Batavia para Cirebon. Em 15 de dezembro ela estava "estacionada" lá, o que significava que seria a sua base. Em 12 de março de 1870, Djambi chegou a Samarang sob o comando do comandante J.H.K. Croes. Em 16 de março, Djambi deixou Samarang sob o comando do capitão-lt Croes, chegando a Batavia em 18 de março. Em 5 de abril, ela chegou a Samarang de Cirebon, partindo lá em 11 e chegando a Batavia em 15. Em junho Djambi estava no Estreito Alor junto com a corveta de vapor Willem. Em 22 de julho de 1870, o Willem, Aart van Nes e Djambi partiram para Madjene (Celebes) para lembrar ao sultão que ele tinha que oferecer seus respeitos em Makassar. De Makassar Djambi continuou para Bornéu, e em outubro ela estava em Batavia. Em 19 de dezembro de 1870 ela deixou Batavia para Samarang.
Em março de 1871 Djambi estava em Batavia. Juntamente com as corvetas de vapor Curaçao e Willem, o sloop Marnix e os vaporistas de remo Sumatra e Amsterdam, ela teria que impressionar o rei da Tailândia durante sua visita. Em 13 de abril de 1871, o capitão-leite J.H.K. Croes morreu repentinamente. O comando de Djambi foi dado temporariamente ao tenente de 1a classe S. Kraijenhoff van de Leur. Em maio, o capitão-tenente D.L. Feldman, do Bornéu, tornou-se comandante de Djambi. Em junho foi substituído por um capitão F. Koopman.

### Três visitas a Aceh
Em 12 de agosto de 1871, Djambi deixou Batavia para Padang. No início de setembro, Djambi sob o comando de Koopman ainda estava lá. Ela partiu em 9 de setembro com o Controleur E.R. Kraaijenhoff em uma missão para Aceh. Em 20 de novembro, Djambi voltou a Padang. tarde, tornou-se conhecido publicamente que esta tinha sido uma missão de reconhecimento. [1]
Em 15 de janeiro de 1872, Djambi estava "temporariamente estacionado" em Padang e em 15 de fevereiro este ainda era o caso. Em fevereiro de 1872, o capitão C.J. Damme foi nomeado comandante de Djambi. Em 10 de abril, Djambi ainda estava em Padang. Em 14 de maio de 1872, Djambi navegou para Aceh novamente sob o comando de T. van der Veld Erdbrink. Ela encontrou uma recepção bastante hostil, o sultão recusando-se a receber os visitantes. Em junho de 1872, Djambi estava de volta em Padang.
Em setembro de 1872 ficou conhecido que o residente Schiff faria uma viagem a Aceh a bordo de Djambi. Em 13 de outubro, ela partiu para Batavia. Apartamentos adicionais foram construídos para abrigar os dignitários. Em dezembro, o capitão N.M.J. Kroef tornou-se o novo comandante de Djambi. Em janeiro ficou conhecido que o residente Schiff não iria a Aceh, mas Djambi e alguns outros comissários iriam. Em 30 de janeiro, Djambi deixou Batavia para Riouw. Em Riouw, os comissários e alguns presentes para o sultão de Aceh e dignitários serão levados a bordo. Oficialmente, vai navegar para treinar a tripulação. Na verdade, foi tomada essa decisão: "para não colocar muita pressão sobre as caldeiras. Se for necessário muito deles, o navio nunca chegará em uma peça na Holanda, para o qual tem que navegar em breve". No final, outros desenvolvimentos levaram à missão a ser abortada.
A Guerra de Aceh começou com a Primeira Expedição de Aceh. Os holandeses reuniram uma força relativamente grande de 6 navios de guerra (Djambi, Citadel van Antwerpen, Marnix, Surabaya, Sumatra e Coehoorn), e cerca de 3.000 homens. Djambi era o mais forte desses navios, e deveria se tornar o navio-bandeira. Ela foi ordenada por telegrama a navegar diretamente de Riouw para Aceh, encontrando a expedição antes de Banda Aceh. Em 5 de abril de 1873, todos os navios chegaram antes de Banda Aceh. Djambi abriu fogo em algumas fortificações do lado direito do rio. A expedição rapidamente se transformou em um fracasso. O estado sombrio da frota foi uma das causas. Era duvidoso se a frota seria capaz de manter as comunicações quando o monção chegasse. As caldeiras de Djambi, Marnix e Coehoorn eram tão ruins que não estavam prontas para vapor e não podiam usar as suas máquinas de destilação o tempo todo. Portanto, eles podem ter sido atingidos na praia em mau tempo. Houve dias que Djambi não era capaz de usar seu motor, e quando ela podia, ela não andava mais rápido do que 3 nós. [1] Em 21 de maio de 1873, Djambi chegou de volta a Batavia.

## Viagem final
Em 15 de julho, Djambi estava sendo preparada para sua viagem de volta a Onrust. Em 6 de agosto de 1873, Djambi, sob o comando do capitão Koopman, deixou Batavia para os Países Baixos. No início de setembro, Djambi entrou em uma violenta tempestade que durou 7 dias a leste do Cabo da Boa Esperança. Ela teve algum dano, principalmente no arranjo, e, portanto, ancorou em Port Elizabeth em 10 de setembro. Ela continuaria sua viagem no dia 15. Em 21 de setembro, o Djambi chegou na cidade de Simon, sendo ali acompanhado pelo Marnix sob o comando do capitão-lt Rietveld no dia 22. O Marnix continuaria para os Países Baixos em 4 de Outubro. O capitão do navio mercante holandês Soderham 847t, H.Y. Visser, chegou à Cidade do Cabo a partir de Moulmain em 17 de novembro após um motín. Ele levou bordo alguns marinheiros de Djambi e continuou para Amsterdã em 23 de novembro. [1]
Em algum momento de outubro / novembro de 1873 ficou claro que Djambi era incapaz de continuar para as Holanda. Foi um desapontamento técnico e um revés político. Djambi tinha 13 anos na época, muito jovem para ser desativado por razões técnicas. De um modo político, o desmantelamento de Djambi forneceu munição a quem havia declarado que a marinha nas Índias tinha sido negligenciada. No final de novembro, rumores de que o navio de transporte Java estava sendo preparado para recuperar os homens e o inventário do Djambi "declarado inadequado" no Cabo surgiram nas mídias. Em 11 de dezembro, o secretário da Marinha disse na câmara baixa que o que aconteceu com Djambi foi uma pena. Que ele ficou surpreso quando recebeu o primeiro relatório do comandante, mas que naquele momento era suposto que o navio poderia ser reparado a um custo relativamente baixo. 18 de dezembro, ele declarou que em outubro de 1872 recebeu uma mensagem de que o casco de Djambi era satisfatório, e as caldeiras ainda poderiam durar um ano. [1]
Em dezembro de 1873, a corveta de vapor Challenger da expedição Challenger visitou a Cidade do Cabo. Os oficiais de Djambi foram convidados para o baile na casa do governador. Em 13 de fevereiro, 46 oficiais e homens de Djambi chegaram a Hellevoetsluis via Londres. Em 19 de fevereiro, Djambi disparou um saludo para comemorar o aniversário do rei holandês, o saludo foi respondido pela Flora inglesa. Em 1 de janeiro de 1874, o navio de transporte Java foi colocado em serviço. Em 27 de janeiro, ela tinha deixado Texel para o Cabo, chegando lá em 23 de março. Em 12 de abril, o Java partiu novamente para casa. Ela tinha a bordo os oficiais, homens, máquinas e parte do inventário do Djambi vendido. Chegaria a Nieuwediep em 1 de Junho. A data em que Djambi foi vendido foi provavelmente 9 de abril de 1874, porque mais tarde foi considerado que Koopman deixou o comando nessa data. Uma mensagem datada de 14 de abril de Cape Town declarou que Djambi havia sido vendido por 1.765 GBP (21.000 florins) a um Sr. Flower de Cape Town. Ela seria convertida em um navio apenas para vela.